# دریگبد
دَریگبد یا دریگ بذ یک عنوان تشریفاتی ساسانی بود برای رئیس امور دربار، معادل کوروپالاتس در بیزانس. این عنوان اولین بار در کتیبه ای از شاپور دوم در نقش رستم دیده شد.

## دارندگان برجسته
- بزرگمهر، از خاندان کارن که از خسرو یکم این عنوان را دریافت کرد. [۳]
- بهرام چوبین، از خاندان مهران که از هرمز چهارم این عنوان را دریافت کرد. [۳]
- رستم فرخزاد، از خاندان اسپهبدان که از خسرو دوم این عنوان را دریافت کرد. [۳]
- ابرسام شاپور، که از شاپور یکم این عنوان را دریافت کرد.